# St. Dionysius (Bökenförde)

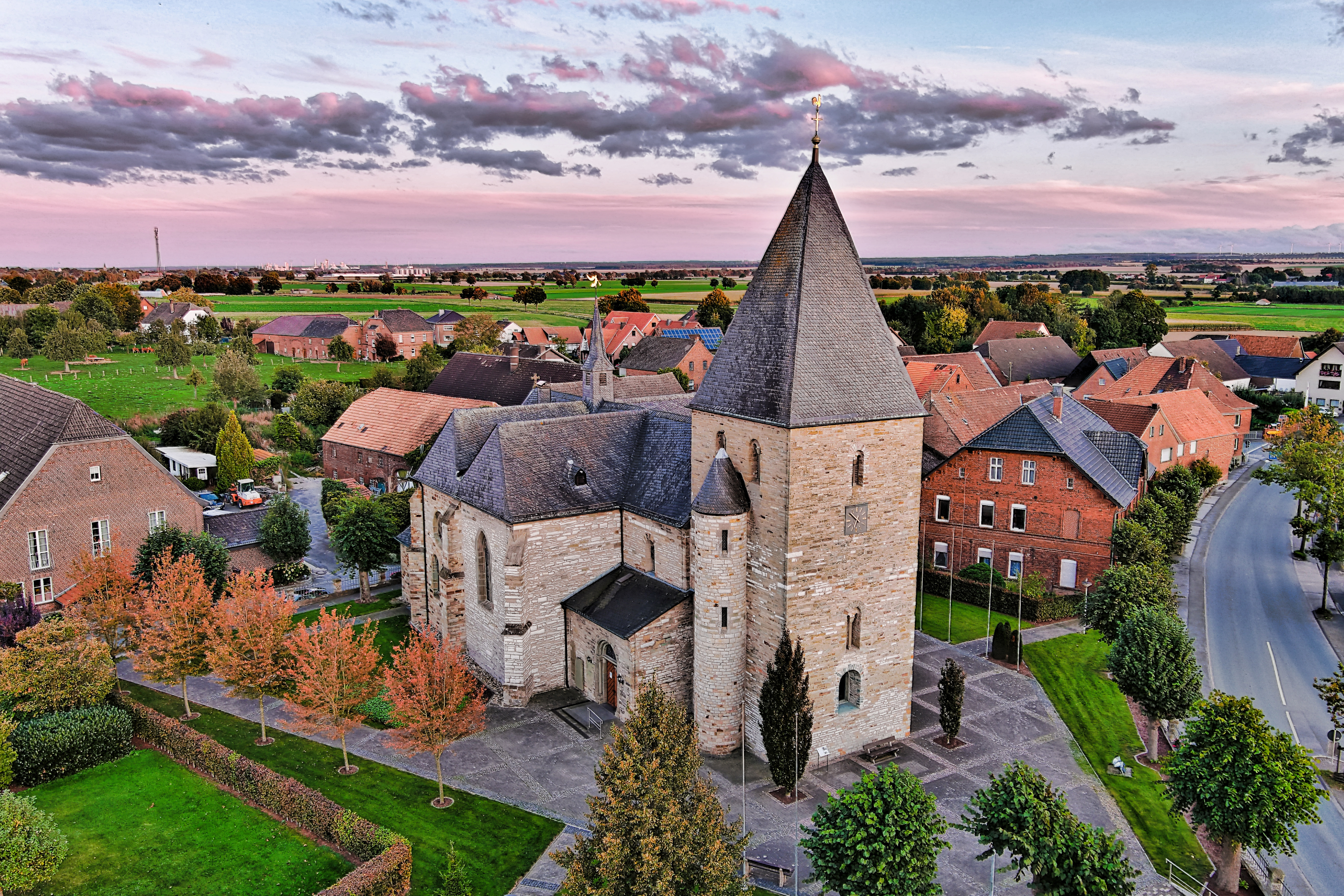
St. Dionysius

Die katholische Pfarrkirche St. Dionysius ist ein denkmalgeschütztes Kirchengebäude in Bökenförde, einem Stadtteil von Lippstadt im Kreis Soest in Nordrhein-Westfalen.

## Geschichte und Architektur
König Heinrich II. schenkte 1005 umfangreichen Besitz in Bökenförde an Bischof Rethar von Paderborn. Das Gut in Bökenförde predium in villa bochinvordi hatte der König zuvor von seinem Hofkaplan Meinwerk, den er 1009 als Bischof von Paderborn einsetzte, für die Schenkung zur Verfügung gestellt bekommen. In der Auflistung der Güter ist auch eine Kirche enthalten, so dass die Bökenförder Kirche als Eigenkirche der Familie der Immedinger betrachtet wird.

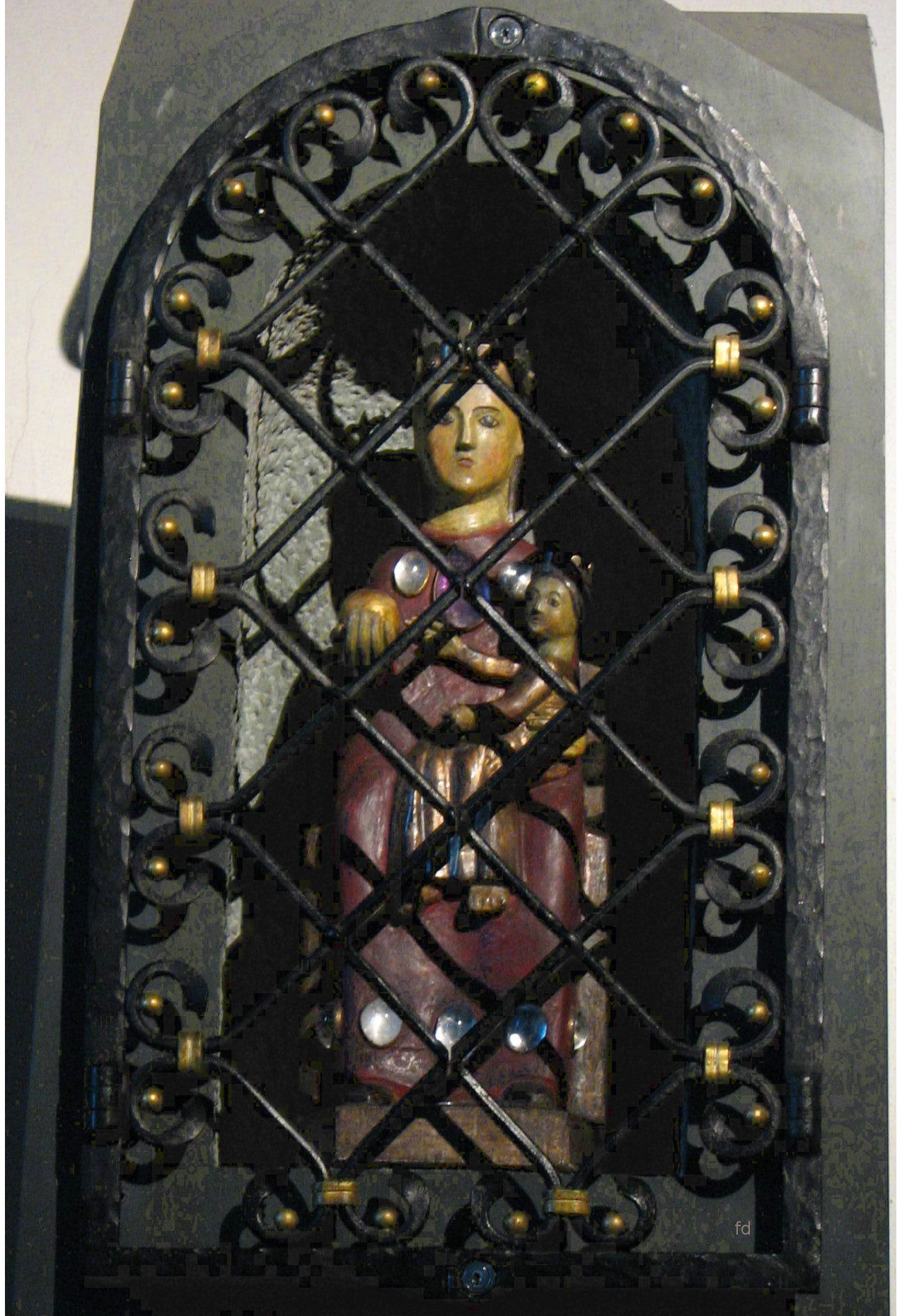
Madonna

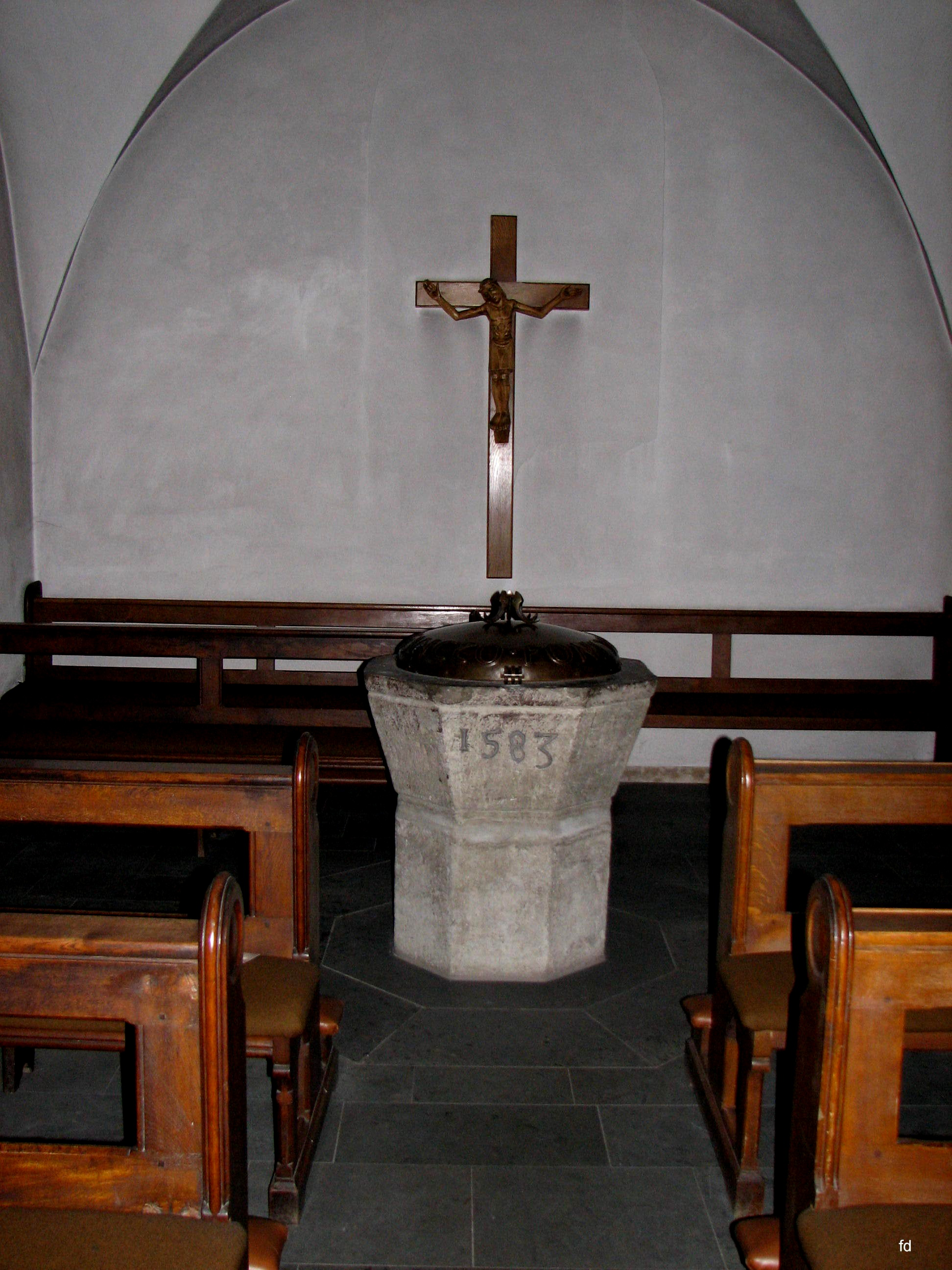
Taufstein von 1583

Die romanische, gewölbte Pfeilerbasilika von zwei Jochen wurde im 12. Jahrhundert erbaut. Turm und Kirche machen einen kraftvollen Eindruck. Im alten Teil der Kirche sind quadratische Mittelschiffjoche. Ein Querhaus wurde um 1900 zugefügt. In den Seitenschiffen waren ursprünglich Wandapsiden, deren Ansätze noch erhalten sind. Die Seitenschiffe sind mit Längstonnengewölben mit Stichkappen ausgestattet. Das nördliche Seitenschiff ist im 16. Jh. etwa zur Hälfte durch einen gotischen Anbau ersetzt worden. Die Turmhalle ist seit 1900 zum Langhaus hin geöffnet. Die Kirche ist seit 1719 Wallfahrtsort.

## Ausstattung
- Gnadenbild „Mutter der göttlichen Gnade“ (mater divinae gratiae), eine romanische  Sitzmadonna aus Lindenholz. Diese wurde stark überarbeitet und 1961 mit Zutaten ergänzt.
- einfacher, achtseitiger Taufstein von 1583
- Kruzifix aus dem 18. Jahrhundert[2]
- Drei Gussstahlglocken in cis′+7, e′+6 und g′+9 von 1919 sowie eine Bronzeglocke im Dachreiter von 1956.[3]

## Belege
1. ↑  Dirk Ruholl (Hrsg.): Bökenförde. Ein Dorf an Gieseler und Pöppelsche. Dorfgeschichte 1005–2005. Bökenförde 2005, S. 180.
2. ↑  Georg Dehio: Handbuch der Deutschen Kunstdenkmäler, Nordrhein-Westfalen. Band 2, Westfalen, Deutscher Kunstverlag, München 1969, S. 64.
3. ↑  Dirk Ruholl (Hrsg.): Bökenförde. Ein Dorf an Gieseler und Pöppelsche. Dorfgeschichte 1005–2005. Bökenförde 2005, S. 295.

Koordinaten: 51° 38′ 10″ N, 8° 23′ 34″ O